# San Ignacio de Loyola (Goya)
San Ignacio de Loyola es el título de un óleo sobre lienzo de temática religiosa realizado por Francisco de Goya (Fuendetodos, provincia de Zaragoza, 30 de marzo de 1746-Burdeos, Francia, 16 de abril de 1828) en los últimos momentos de su estancia en Zaragoza, o bien, en los primeros años de su llegada a Madrid. Posee unas medidas de 81 x 57 cm. José Rogelio Buendía data la obra en torno al año 1775, donde Goya ya va adecuándose a los gustos de la Corte. Buendía ve influencias de Anton Raphael Mengs. Manuela Mena, Jefe de Conservación del Área de Pintura del siglo XVIII y Goya del Museo del Prado, coincide con Buendía en la datación, si bien José Luis Morales y Marín lo sitúa ya en la década de 1780. 
La obra se dio a conocer al público en 1978 de la mano del historiador aragonés, y experto en la obra de su paisano, José Camón Aznar mediante un artículo en la Revista Goya. Aun habría que esperar otros ocho años para que fuera mostrada por primera vez en exposición. Sería en 1986 en la exposición "Goya Joven" realizada en el Museo Camón Aznar. En 2015 se volvió a exponer en Zaragoza en el Museo Goya - Colección Ibercaja en la muestra "Goya y Zaragoza (1746-1775) Sus raíces aragonesas", realizada por el Gobierno de Aragón, la Fundación Ibercaja y el Museo Nacional del Prado. También en 2015, en el mismo Museo zaragozano se pudo ver en la exposición "Goya y la Virgen: sus imágenes de Zaragoza". Otra exposición de la pieza, en este caso monográfica, fue la llevada a cabo por el Museo de Bellas Artes de Murcia, que bajo el título "San Ignacio de Loyola de Francisco de Goya", se encuadró dentro del ciclo "Grandes Maestros en el MUBAM", desde diciembre de 2015 hasta febrero de 2016.
De acuerdo con la bibliografía existente, se reconoce a Juan Ignacio Ezcurra (1750-1827) como la persona que le encarga la obra al genio de Fuendetodos. Juan Ignacio Ezcurra contrae matrimonio con doña Teodora Arguibel en Buenos Aires en 1783, con lo que la obra tuvo que ser realizada con anterioridad a esta fecha, cuando Ezcurra está todavía en España. Igualmente, se cita que el cuadro fue heredado por la hija de Juan Ignacio Ezcurra, doña Encarnación Ezcurra (1795-1838), esposa de Juan Manuel de Rosas (1793-1877). Posteriormente, a la muerte de Encarnación, el cuadro pasaría a manos de doña Gregoria Rosas de Ezcurra. Actualmente el cuadro se ubica en una colección particular española que lo ha cedido en depósito al Museo Goya - Colección Ibercaja - Museo Camón Aznar en Zaragoza (España).
Tanto José Camón Aznar, como José Rogelio Buendía, José Luis Morales y Marín o Manuela Mena, hablan de que el lienzo perteneció a una rama de la familia argentina, aunque de origen navarro, de los Ezcurra hasta los años setenta del siglo XX, cuando la obra fue vendida en la casa de subastas Christie's. El cuadro fue adquirido en Londres por un anticuario español, para posteriormente, y tras un periplo transatlántico de dos siglos, paradójicamente volver a Zaragoza, ciudad de la que pudo haber salido, a manos de una colección privada zaragozana
Camón, más que de una imagen devocional al uso, se refiere a la obra como un "retrato del santo", dado la manera directa con que el artista plasma a San Ignacio de Loyola. La humanidad del santo queda patente, tratado de manera muy cercana, con bigote y casi calvo. Destaca en el cuadro la luminosidad, tratada de manera genial, así como la maestría en la ejecución de lo que podríamos denominar unas manos perfectas. En éstas se vislumbran unas finas venas azules, características en Francisco de Goya. Destacaremos las zonas más iluminadas en contraste con aquellas en donde el artista ensombrece con un color más rojizo.
En el ángulo superior derecho se refleja el emblema (IHS) de la Compañía de Jesús. A un lado sostiene un libro con la frase Ad maiorem Dei gloriam, divisa de los jesuitas. Cabe destacar que los jesuitas fueron expulsados de España en 1767, hecho que no privó al artista la realización de este encargo, u otros como La muerte de San Francisco Javier o San Francisco de Borja y el moribundo impenitente, antes de que se restableciera de nuevo la Orden en España en 1814.